# Kæmpethuja

 
Kæmpe-Thuja (Thuja plicata) er et højt træ med oprette topskud. Det minder på de fleste områder om Thuja, men adskiller sig ved voksested og størrelse. Kæmpe-Thuja vokser i det vestlige Nordamerika og kan der blive overordentlig højt, måske helt op 90 meter, men mere almindeligt 60-70 m. Her er det et vigtigt tømmertræ der sælges under navnet "Western redcedar" eller "Canadisk cedertræ". Træet har dog intet at gøre med egentlige cedertræer af slægten Cedrus.
I Danmark dyrkes træet hist og her for tømmer, bl.a. ved Langesø på Fyn, eller som prydtræ i parker og større haver. Også i Danmark bliver træet stort, op til 30 meter.

## Udbredelse
Kæmpe-Thuja vokser langs den amerikanske og canadiske stillehavskyst, helt nøjagtigt mellem det nordlige Californien og Alaska. Den vokser i blanding med douglasgran, sitkagran, tsuga og nogle ædelgran-arter.
De træer, der importeres til Danmark, er typisk 150 år gamle, mellem 60 og 80 meter høje, og 60-120 cm i diameter.
Kæmpe-Thuja findes også i Danmark. Træet kom til landet første gang i 1853 og blev plantet rundt omkring i parker og haver. Det var først senere (1880), det blev et skovtræ. Træarten er ikke umiddelbart udryddelsestruet, da den findes i store forekomster, hvor den gror stabilt (2008).
Der findes 6 arter af thuja, der tilsammen vokser i Nordamerika, Japan, Korea og dele af Europa.

## Funktion
Kæmpe-thujaen producerer nogle forskellige svampe-og rådhindrende stoffer, der blandt andre omfatter thujapliciner, fenoler og en terpen, der hedder thujon, hvilket kan sammenlignes med et naturligt terpentinlignende stof.
Dette gør træet perfekt til en økologisk byggeform, da det kan stå uden behandling i mange år uden at rådne eller forgå. Man kan også oliebehandle det, og derved opnå mere end 50-60 års anvendelse.

## Misforståelse
Der er en misforståelse ved navnet Canadisk cedertræ (som Kæmpe-Thuja også kaldes), da træsorten ikke er en ceder-art, men tilhører Cypres-familien.

## Styrke og anvendelse
Thujaens styrke ligger væsentligt under rødgrans og skovfyrrens, og benyttes i almindelighed ikke som bærende dele i byggeindustrien, men hovedsageligt som hegn, facadebeklædning, udsmykning og tagdækning o. lign.
Thujaens tynde grene bliver siddende længe på stammen og efterlader lange cylinderformede knaster, spredt over hele stammen, hvilket giver en god kvalitetstræ til evt. fine overflader
Thuja er en meget let træart og derfor meget let at arbejde i, med såvel hånd- som maskinværktøj. Den lave densitet kan dog ved bearbejdning give anledning til en flosset og ulden overflade. Skarpt værktøj er derfor en forudsætning for et pænt resultat.
Cedertræet har været brugt i mange tusinde år af nordamerikanske indianere. De brugte træet til skåle, spiseredskaber, kanoer og huse. Barken anvendtes til kurvefletning og veddet som optændingsmateriale .